# Megavirus chilensis
Megavirus chilensis (MGVC) – do czasu odkrycia w 2013 r. Pandoravirus salinus i Pandoravirus dulcis, największy znany nauce wirus.
Został wyizolowany z próbek wody morskiej, pobranych w kwietniu 2010 u wybrzeży Chile, w pobliżu Las Cruces, przez Jean-Michel Claverie i Chantal Abergel z Uniwersytetu Aix-Marseille.
Przy średnicy zbliżonego kształtem do sześciokąta kapsydu wynoszącej 440 nm, otoczonego wielowarstwową powłoką grubości 75 do 100 nm, MGVC jest od 10 do 20 razy większy niż przeciętny wirus i można go dostrzec w mikroskopie optycznym.
Genom Megavirus chilensis składa się z liniowego dwuniciowego DNA o długości 1.259.197 par zasad. Zawiera około 1.120 genów kodujących białka.